# جاسم الحويطي
جاسم إبراهيم الحويطي لاعب كرة قدم سعودي و يلعب في الوسط و يلعب حالياً مع نادي القوارة السعودي.

## مسيرة اللاعب
لعب في الفئات السنية في أندية الفيصلي والفتح ونادي الرياض و لعب بعدها مع نادي القوارة.